# Žitorađa
Žitorađa (srbskou cyrilicí Житорађа) je město a správní středisko stejnojmenné opštiny v Srbsku v Toplickém okruhu. Leží u břehu řeky Toplice, asi 11 km jihovýchodně od Prokuplje a asi 26 km jihozápadně od Niše. V roce 2011 žilo v Žitorađě 3 370 obyvatel, v celé opštině pak 16 368 obyvatel. Naprostou národnostní většinu tvoří Srbové, žije zde ale i poměrně vysoké množství Romů a Černohorců. Rozloha města je 21,81 km², rozloha opštiny 214 km².
Opština se administrativně dělí na město Babušnica a 28 vesnic. Mezi tyto vesnice patří Badnjevac, Đakus, Debeli Lug, Donje Crnatovo, Donji Drenovac, Držanovac, Dubovo, Glašince, Gornje Crnatovo, Gornji Drenovac, Grudaš, Jasenica, Kare, Konjarnik, Lukomir, Novo Momčilovo, Pejkovac, Podina, Rečica, Samarinovac, Smrdić, Stara Božurna, Staro Momčilovo, Studenac, Toponica, Vlahovo, Voljčince a Zladovac.
Známým rodákem z obce Žitorađa je srbská zpěvačka Ceca.